# Лисицький Віктор Іванович
Віктор Іванович Лисицький (народився 6 серпня 1945, Шаркоє,  Ошської області, Республіка Киргизстан) — український політик та громадський діяч. У 1999—2001 роках займав пост Урядового секретаря Кабінету Міністрів України. Кандидат економічних наук.

## Життєпис
У 1949 році сім'я повернулася у місто Миколаїв.
У 1963 році закінчив Миколаївський суднобудівний технікум, а в 1973 році — Миколаївський кораблебудівний інститут імені С. Макарова та заочну аспірантуру НДІ цін при Раді Міністрів СРСР. Починаючи з 16 років, понад 25 років пропрацював на Чорноморському суднобудівному заводі, де пройшов шлях від слюсаря до заступника генерального директора з економіки.
Служив у Збройних Силах. Обирався народним депутатом СРСР, був членом Комітету з питань економічної реформи Верховної Ради СРСР.
Після розвалу Союзу працював заступником Повноважного представника України в Росії. У 1995—1999 роках керував групою радників голови Національного Банку України В. А. Ющенка. у 1999—2001 роках займав пост Урядового секретаря Кабінету Міністрів України.
З 2002 року — консультант великих комерційних банків. 
З квітня 2015 року — консультант та член Наглядової ради «Приватбанку».

## Громадська діяльність
Член Ради Національної асоціації банків України, президент Асоціації суднобудівників України.

## Сім'я
Одружений. З дружиною Іриною мають двоє синів, троє внуків, дві онучки і два правнуки.